# ISE YAMATO FC
伊勢 YAMATO FC（いせやまとえふしー）は、三重県伊勢市を本拠地とするサッカークラブである。社会人トップチーム、ジュニアユース、ジュニアチーム、サッカースクールを有する。
主要メンバーは地元の伊勢市出身者が多い。

## 歴史
- 1997年4月：FC.PERSONNA発足。三重県サッカーリーグに登録。
- 2002年：ジュニアチームFCアトレティコ創設。翌2003年、FC aireに改称。
- 2005年1月：FC.PERSONNAから伊勢PERSONNA.FCに改称。メンバーはほとんど変わらなかったが、運営はNPO法人芝生の夢倶楽部に移行、多くの住民や地元企業に支えられるクラブに変貌した。特に地元ケーブルテレビ局のアイティービーによりメディア露出が増え、伊勢地域でのクラブの認知度の大幅な向上に寄与している。
- 2006年 第13回全国クラブチームサッカー選手権大会に出場、ベスト4に輝く。
- 2007年
  - 元Jリーガーの中田一三が監督に就任。
  - 三重県リーグ1部を連覇。東海社会人サッカートーナメントBブロック決勝で浜松大学FCに敗れる。
- 2008年
  - 三重県社会人サッカー選手権で優勝。社会人代表として三重県サッカー選手権大会に出場するも、準決勝で四日市大学に1-5で敗れる。
  - 全国社会人サッカー選手権大会東海予選代表決定戦で藤枝市役所に2-1で勝利し、全国大会出場を果たす。
  - 第44回全国社会人サッカー選手権大会では、1回戦でヴォルカ鹿児島に1-4で敗れる。
  - 県リーグ1部では3連覇を果たす。東海社会人トーナメントではFC知多クレスク、長良クラブに連勝し、5回目の挑戦で東海社会人サッカーリーグ2部への昇格を果たした。
- 2009年
  - FC aireと伊勢PERSONNA.FCが合併、一般社団法人ISE aire personna.FC設立。
  - 3月 県社会人選手権1回戦でAC LEOに敗退。大会連覇・全社東海予選・県選手権出場を逃す。
  - 東海リーグ2部では2位の芙蓉クラブに勝ち点1及ばず3位で、1部昇格を逃した。
- 2010年
  - 4月 法人名を一般社団法人伊勢YAMATO倶楽部に、チーム名をISE YAMATO FCにそれぞれ変更。
  - 4月 県社会人選手権では決勝でFC鈴鹿ランポーレに0-1で敗れ準優勝に終わる。
  - 9月24日 中田を監督から解任し、監督解任後は3連敗でシーズンを終え、東海リーグ2部6位に終わった。
- 2011年
  - 4月 渡邉研太代表・中田徹監督の新体制となった。新体制で臨んだ県社会人選手権は、準決勝でマインドハウス四日市に1-2で敗れた。
  - 東海リーグ2部では厳しい残留争いのなか、最終戦で芙蓉クラブに2-0で勝ち、6位で残留。
- 2012年
  - 4月 9名の新入団選手を加え臨んだ県社会人選手権決勝では、FC鈴鹿ランポーレに0-2で敗れ準優勝。この結果全社東海予選、県選手権への出場が決定した。
  - 7月 全社東海予選では1回戦でアスルクラロ沼津に1-2で敗れる。
  - 8月 県選手権では四日市中央工業高校Bに1-2で敗れる。
  - 東海リーグ2部では7位。本来であれば三重県リーグ降格となる成績だが、リーグ規定の変更により1部の中京大学FCが愛知県リーグに降格となったため、残留を果たす。
- 2013年
  - チーム名を伊勢YAMATO FCに変更。
  - 3月 来田純監督・前田竜コーチ・菊川賢志キャプテンの新体制となった。
  - 4月 県社会人選手権では準々決勝でホンダ鈴鹿FCにPK戦の末2-3で敗戦。全社東海予選、県選手権出場を逃した。
  - 東海リーグ2部は5位で残留。
- 2014年
  - 県社会人選手権は初戦でヴィアティン桑名に敗戦。
  - 東海リーグ2部でも最下位に終わり、三重県リーグ1部へ降格。
- 2015年
  - 監督が柘植康宏に交代。県社会人選手権は2次予選初戦で阿山クラブに6-0で勝ったものの、準決勝でTSV1973四日市に0-1で敗戦。
  - 県リーグ1部では3位に終わり、東海リーグへの復帰を逃す。
- 2016年
  - 柘植体制2年目。県社会人選手権は1次予選でKMEW伊賀FCに1-0で勝利し2次予選進出。2次予選1回戦でヴィアティン三重に1-4で敗れる。
  - 県リーグ1部は2位。東海社会人トーナメント1回戦でFC Bonbonera GIFUに0-2で敗れ、昇格を逃した。
- 2017年
  - 柘植体制3年目。県社会人選手権ではFC.四日市セントラルに0-0（PK6-7）で敗れ、1次予選敗退。
  - この年から新設された全社県予選では1回戦でホンダ鈴鹿FCに1-3で敗れる。
  - 県リーグより渡邉研太が監督就任。代表と兼務することになった。しかしリーグでは5位に終わった。
- 2018年
  - 渡邉体制2年目。天皇杯三重県社会人代表決定戦（旧：県社会人選手権）では、1次予選でホンダ鈴鹿FCに0-2で敗戦。勝てば2次予選1回戦でFC.ISE-SHIMAとの初の伊勢ダービーが実現したが、幻に終わった。
  - 全社県予選は前年のリーグ成績上位のみ出場のため、出場権なし。
  - 県リーグは6位。
- 2019年
  - 県社会人選手権（この年から再び天皇杯社会人代表決定戦と全社県予選を兼ねる）では、1次予選で鈴鹿クラブに1-4で敗れ、3年連続で1次予選敗退となる。
  - 県リーグは3位。
- 2020年
  - 県社会人選手権1次予選では、前年敗れた鈴鹿クラブに2-2（PK5-4）で勝利し、4年ぶりに2次予選に進出。しかし新型コロナウイルスの影響により、2次予選は中止。
  - 県リーグは3位。
- 2021年
  - 県社会人選手権予選ではFC S.W.A.T.、E.X.Dを破り決勝に進出したが、FC.ISE-SHIMAとの伊勢ダービーに0-4で敗れる。
  - 2012年以来の出場となった全社東海予選では、1回戦で富士通沼津を破り代表決定戦に進出するも、トヨタ蹴球団に1-6で敗れ全国大会出場を逃す。
  - 県リーグでは8戦無敗で13年ぶりの優勝を果たす。しかし東海社会人トーナメントは中止となった。
- 2022年
  - 県社会人選手権は初戦（準決勝）でTSV1973四日市に0-1で敗退。
  - 県リーグでは連覇を達成。東海社会人トーナメントでは1回戦でラジルFC東三河にPK戦の末勝利するも、決勝戦で岳南Fモスペリオに0-6で敗れた。
  - 地元開催となった第29回全国クラブチームサッカー選手権大会に開催地代表として出場。初戦で優勝したOKFCに1-3で敗れた。
- 2023年
  - 天皇杯兼全社三重県予選（旧：県社会人選手権）はVOLVER UENO、TSV1973四日市を破り決勝に進出するも、FC.ISE-SHIMAに1-4で敗退。
  - 全社東海予選では、1回戦で浜松シティF.Cを破り代表決定戦に進出するも、トヨタ蹴球団に0-1で敗れ全国大会出場を逃す。
  - 県リーグは5位。
- 2024年
  - 天皇杯兼全社県予選はFC.SASAGAWA、TSV1973四日市、VENCEDOR MIEを相次いで破り決勝に進出するも、FC.ISE-SHIMAに0-3で敗退。
  - 全社東海予選1回戦・SS伊豆戦は高温により試合中止となり、抽選の結果勝ち上がる。しかし代表決定戦ではFC刈谷に0-10の完敗を喫した。
  - 県リーグは5位。

## 戦績
| 年度 | 所属      | 順位 | 勝点 | 試合 | 勝 | 分 | 敗 | 得点 | 失点 | 差  |
| 2003 | 三重県1部 | 優勝 | 34   | 14   | 11 | 1  | 2  | 37   | 9    | 28  |
| 2004 | 三重県1部 | 6位  | 20   | 13   |    |    |    |      |      | 14  |
| 2005 | 三重県1部 | 2位  | 33   | 14   | 11 | 0  | 3  |      |      | 25  |
| 2006 | 三重県1部 | 優勝 | 35   | 14   | 11 | 2  | 1  | 55   | 13   | 42  |
| 2007 | 三重県1部 | 優勝 | 35   | 14   | 11 | 2  | 1  | 53   | 5    | 48  |
| 2008 | 三重県1部 | 優勝 | 40   | 14   | 13 | 1  | 0  | 54   | 15   | 39  |
| 2009 | 東海2部   | 3位  | 23   | 14   | 7  | 2  | 5  | 26   | 20   | 6   |
| 2010 | 東海2部   | 6位  | 18   | 14   | 4  | 6  | 4  | 16   | 19   | -3  |
| 2011 | 東海2部   | 6位  | 19   | 16   | 6  | 1  | 9  | 26   | 25   | 1   |
| 2012 | 東海2部   | 7位  | 14   | 14   | 4  | 2  | 8  | 18   | 25   | -7  |
| 2013 | 東海2部   | 5位  | 15   | 14   | 4  | 3  | 7  | 21   | 27   | -6  |
| 2014 | 東海2部   | 8位  | 12   | 14   | 2  | 6  | 6  | 18   | 29   | -11 |
| 2015 | 三重県1部 | 3位  | 27   | 14   | 8  | 3  | 3  | 28   | 16   | 12  |
| 2016 | 三重県1部 | 2位  | 36   | 16   | 11 | 3  | 2  | 43   | 21   | 22  |
| 2017 | 三重県1部 | 5位  | 16   | 14   | 5  | 1  | 8  | 24   | 26   | -2  |
| 2018 | 三重県1部 | 6位  | 22   | 16   | 7  | 1  | 8  | 58   | 34   | 24  |
| 2019 | 三重県1部 | 3位  | 24   | 14   | 8  | 0  | 6  | 39   | 29   | 10  |
| 2020 | 三重県1部 | 3位  | 12   | 6    | 4  | 0  | 2  | 28   | 7    | 21  |
| 2021 | 三重県1部 | 優勝 | 22   | 8    | 7  | 1  | 0  | 28   | 10   | 18  |
| 2022 | 三重県1部 | 優勝 | 27   | 11   | 9  | 0  | 2  | 32   | 8    | 24  |
| 2023 | 三重県1部 | 5位  | 23   | 14   | 7  | 2  | 5  | 48   | 31   | 17  |
| 2024 | 三重県1部 | 5位  | 15   | 12   | 5  | 0  | 7  | 29   | 29   | 0   |

## タイトル
- 三重県社会人サッカーリーグ1部 優勝 (2003年、2006年、2007年、2008年、2021年、2022年)
- 三重県社会人選手権 優勝（2008年）

## ユニフォーム

### チームカラー
- 白

### ユニフォームスポンサー
| 掲出箇所   | スポンサー名         | 表記              | 備考 |
| 胸         | 安藤塾               | Believe           |      |
| 鎖骨       | なし                 | -                 |      |
| 背中上部   | THE EARTH CREW       | THE EARTH CREW    |      |
| 背中下部   | なし                 | -                 |      |
| 袖         | ベスパスポーツクラブ | BESPA SPORTS CLUB |      |
| パンツ前面 | 三重県南部自動車学校 | ほめちぎる 教習所 |      |
| パンツ背面 | なし                 | -                 |      |

### ユニフォームサプライヤー
- - 2019年：ミズノ
- 2020年 - 現在：アクオレ